# Classe Sura
Le unità appartenenti alla classe Sura (progetto 419 secondo la classificazione russa) sono grandi rimorchiatori per la movimentazione dell'ancora, progettati anche per svolgere operazioni di caricamento e scaricamento di merci dalle navi della marina militare russa. La classificazione russa per tali navi è in russo килектор?, kilektor, "rimorchiatore per la movimentazione dell'ancora", abbreviato KIL.

## Utilizzo

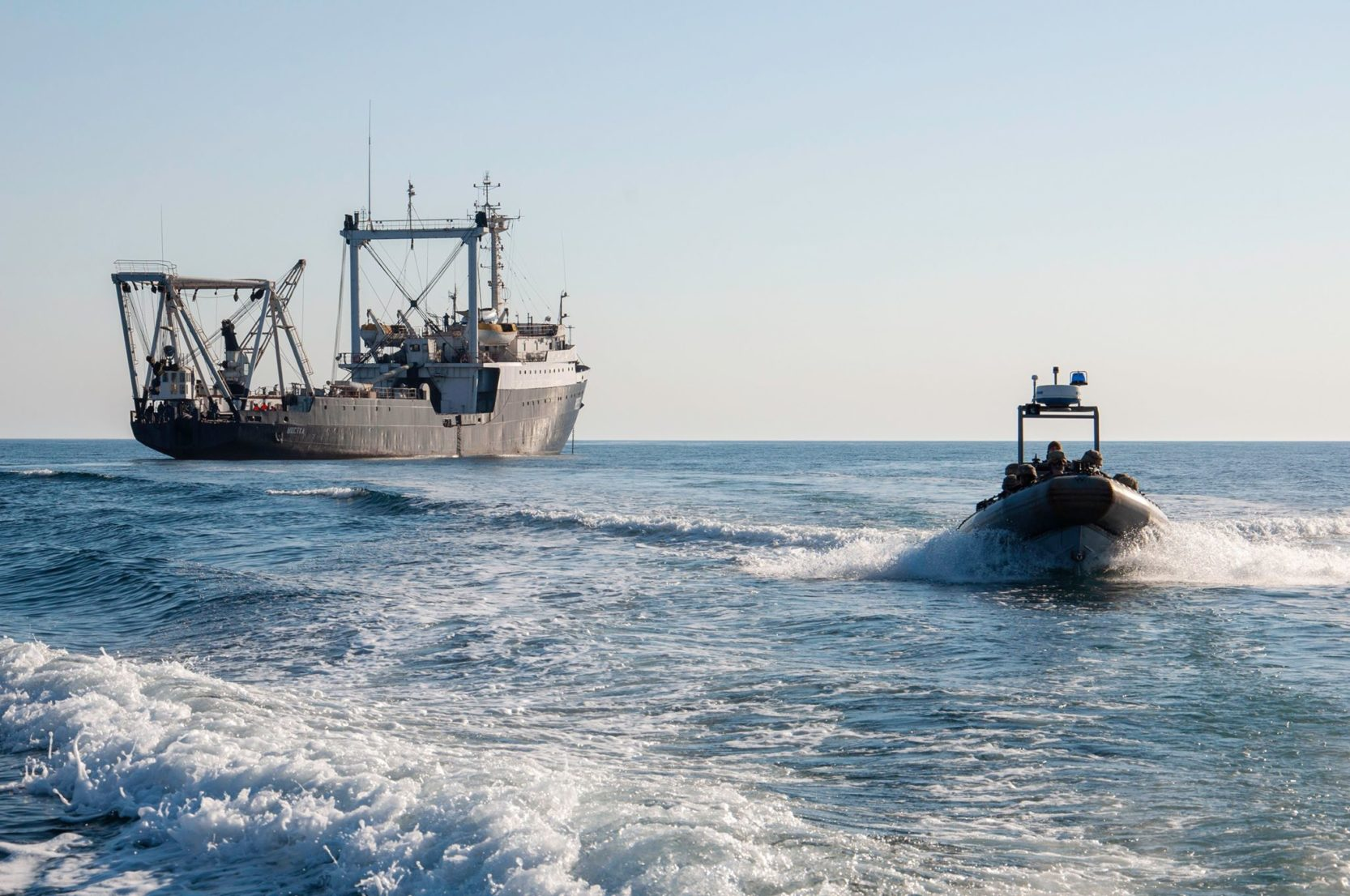
La Šostka nel Mar Nero nel 2020

Costruite a Rostock, nell'allora Germania Est, sono entrate in servizio tra il 1965 ed il 1976. Sono equipaggiate con un montacarichi sistemato a poppa, capace di sollevare carichi di circa 65 tonnellate.

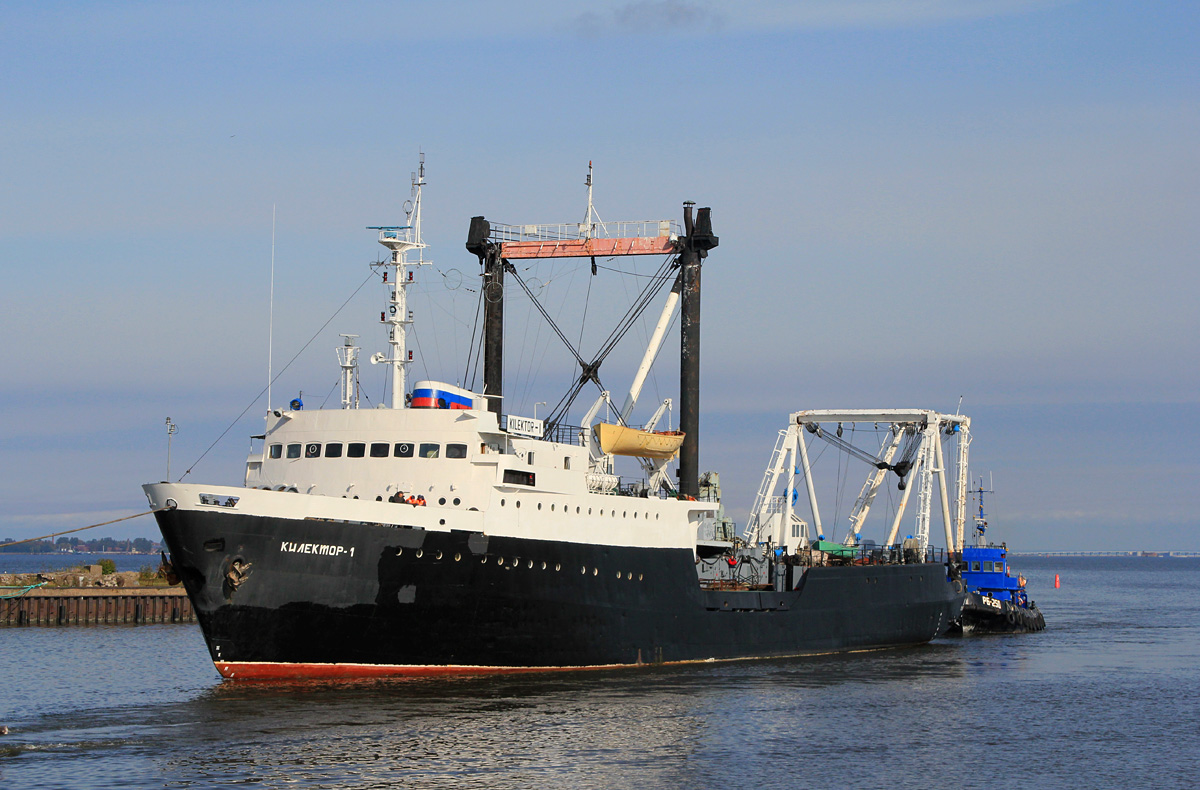
La Kilektor-1 nella baia della Neva a Lomonosov nel 2010

Nella marina militare russa ne rimangono in servizio cinque esemplari. Altri esemplari sono stati ritirati dal servizio. Alcuni sono stati smantellati.
- Kilektor-1 (ex KIL-1 fino al 1965): entrata in servizio nel 1965 ed operativa nella Flotta del Baltico.[2]
- KIL-2: entrata in servizio nel 1965 ed operò nella Flotta del Nord, è stata radiata nel 1990.
- KIL-21 (ex KIL-3): entrata in servizio nel 1967 ed operò nella Flotta del Pacifico, è stata radiata negli anni '90.
- KIL-22: entrata in servizio nel 1968 ed operativa nella Flotta del Nord.
- KIL-25: entrata in servizio nel 1969 ed operativa nella Flotta del Mar Nero.
- KIL-27: entrata in servizio nel 1969 ed operò nella Flotta del Pacifico. Il suo stato attuale è sconosciuto.
- KIL-29: entrata in servizio nel 1974 ed operò nella Flotta del Baltico, è stata radiata nel 2005.
- KIL-31: entrata in servizio nel 1975 ed operativa nella Flotta del Nord.
- Kilektor-32 (ex KIL-32 fino al 1986): entrata in servizio nel 1975 ed operativa nella Flotta del Pacifico.[2]
- Šostka (ex KIL-33 fino al 1997): entrata in servizio nel 1976 ed operò nella Flotta del Mar Nero fino al 1997, e poi nella marina militare ucraina. Dal 2015 circa è utilizzata come nave da salvataggio.